# Dvd+rw-tools
dvd+rw-tools ist ein Brennprogrammpaket für DVDs, Blu-rays und DVD-RAM.
Es wird als freie Software auch im Quelltext unter den Bedingungen der GNU General Public License (GPL) verbreitet.
Herzstück ist das Programm growisofs, welches aber ein Backend zur Erstellung von ISO-9660-Abbildern benötigt – entweder mkisofs (vom cdrtools-Paket) oder genisoimage (vom cdrkit-Paket). Intern nutzt growisofs das Programm dd.
Anders als der Programmname vermuten lässt, kann das Programm sowohl mit DVD+R(W) als auch DVD-R(W) umgehen.
Als graphische Benutzeroberflächen für das Konsolenprogramm growisofs gibt es unter anderem K3b, Brasero und den Nautilus cd-burner. Auch K9Copy und GnomeBaker verwenden die dvd+rw-tools.
Das Projekt wurde 2002 von Andy Polyakov initiiert. Es wurde nach und nach auf zahlreiche Betriebssysteme portiert: OpenBSD/NetBSD (ab Version 5.4 verfügbar), Solaris 2.x (ab 5.6), FreeBSD (5.8), HP-UX 11 (5.14), IRIX 6.x (5.19), Windows (6.0) und schließlich macOS (7.0).